# دیوید میگولز
دیوید میگولز (انگلیسی: David Miguélez؛ زادهٔ ۵ مهٔ ۱۹۸۱) بازیکن فوتبال اهل اسپانیا است.
از باشگاه‌هایی که در آن بازی کرده‌است می‌توان به باشگاه فوتبال آلکورکون، باشگاه فوتبال لوگو، و باشگاه فوتبال راسینگ سانتاندر اشاره کرد.